# Venon (Isère)
Venon település Franciaországban, Isère megyében. Lakosainak száma 836 fő (2022. január 1.). Venon Gières, Murianette és Saint-Martin-d’Uriage községekkel határos.

## Népesség
A település népessége az elmúlt években az alábbi módon változott:
| Lakosok száma | 199  | 551  | 551  | 688  | 726  | 723  | 729  | 732  | 767  | 836  |
|               | 1968 | 1982 | 1990 | 2006 | 2013 | 2015 | 2017 | 2019 | 2020 | 2022 |